# Rèquiem (Dvořák)
El Rèquiem en si bemoll menor, op. 89, d'Antonín Dvořák és un rèquiem per a solistes, cor i orquestra compost el 1890. S'estrenà al Festival de Birmingham el 9 d'octubre del 1891 sota la direcció del mateix composditor, i es publicà el mateix any a Londres.

## Origen i context
En la primera meitat de la dècada de 1880, la reputació de Dvořák anava en augment després dels èxits de les Danses eslaves, la sisena simfonia o l'Stabat Mater, fet que va propiciar que rebés nombrosos encàrrecs. Dvořák va realitzar nou visites al Regne Unit entre 1884 i 1900. El compositor txec va arribar a Londres el 8 de març de 1884. Va ser rebut per l'editor de Novello i dos dies més tard es va posar al davant dels assajos del seu Stabat Mater al Royal Albert Hall, on un cor de gairebé mil veus i una orquestra d'uns cent músics el va rebre amb una enorme ovació. El 1885 estrenaria el seu nou oratori, la cantata La núvia de l'espectre, al Festival de Birmingham. Per a la següent temporada va compondre Santa Ludmila per al Festival de Leeds. Finalment, a principis de 1890, va rebre l'encàrrec del Festival de Birmingham de compondre un rèquiem que va acabar l'octubre del mateix any.

## Representacions
L'estrena del rèquiem va obtenir bastant d'èxit, però hi va haver una veu contrària a l'obra que va tenir una influència determinant en la seva recepció posterior: la famosa crítica de George Bernard Shaw que la va titllar de ser tan avorrida com un funeral.
Com moltes de les obres corals del compositor, el seu rèquiem segueix sent rares vegades interpretat fora de la República Txeca. Una de les possibles raons de la relativa escassetat d'actuacions de l'obra és la longitud, el Rèquiem de Dvorák dura uns 15 minuts més, aproximadament, que el treball de Verdi sobre el mateix text.
Encara que Dvořák era un fervent catòlic, també era un músic molt pràctic, i va acceptar que el rèquiem trobaria la seva llar a l'escenari del concert, i no del cor. Una missa llarga d'hora i mitja que requereix un quartet de cantants solistes, un cor enorme, un complement complet de metall i un assortiment de percussió a la part superior com era la norma de l'última orquestra romàntica, i que no es portaria a terme en la seva totalitat en el funeral de ningú. Més recentment, però, extractes de l'obra es van tocar al funeral de Václav Havel, el dissident i polític txec.

## Moviments
El Rèquiem es divideix en tretze moviments i dues parts tradicionalment separades per un intermedi.